# Jeggeleben
Jeggeleben is een plaats en voormalige gemeente in de Duitse deelstaat Saksen-Anhalt, en maakt deel uit van de Landkreis Altmarkkreis Salzwedel.
Jeggeleben telt 425 inwoners.

## Indeling voormalige gemeente
De voormalige gemeente bestond naast de kern Jeggeleben uit de volgende Ortsteile:
- Mösenthin sinds 1-7-1950
- Sallenthin sinds 1-8-1973
- Zierau sinds 1-7-1950